# ボトレース

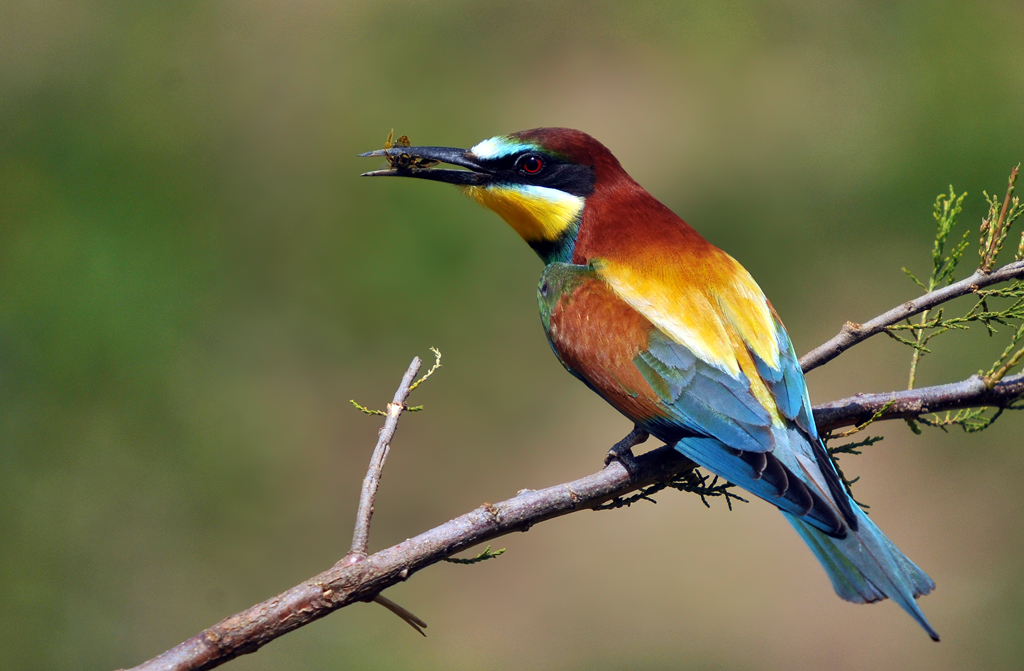
色鮮やかなヨーロッパハチクイ。

ボトレース（古希: Βότρης, Botrēs）は、ギリシア神話の人物である。長音を省略してボトレスとも表記される。テーバイに住むエウグノートスの子エウメーロスの子。

## 神話
ボイオスの『鳥類の系譜』に基づくアントーニーヌス・リーベラーリスの物語によると、ボトレースの父エウメーロスはアポローンを深く信仰していたが、あるときエウメーロスがアポローンに犠牲を捧げようとしていると、ボトレースは父が犠牲を捧げる前に犠牲獣の脳を食べてしまった（犠牲を捧げる前にそれを食することは忌むべきこととされた）。怒ったエウメーロスは祭壇の松明でボトレースを殴り殺してしまった。彼の母をはじめ、エウメーロスとその家族はボトレースの死を嘆き、その様子を見たアポローンはエウメーロスが自分のことを崇拝していることをよく知っていたので、憐れに思ってボトレースをヘーロポス（Eeropos）すなわちハチクイに変えた。